# Siemens Mobility
A Siemens Mobility (Siemens Transportation Systems, röviden TS, korábban: Verkehrstechnik, 2008. január 1. óta: Moblilty) a Siemens AG erlangeni székhelyű részlege, mely vasúti járműveket és vasúti infrastruktúrához kapcsolódó termékeket állít elő, valamint vasúti közlekedéssel kapcsolatos szolgáltatásokat végez, mind a távolsági, a helyközi és a városi közlekedés, valamint az iparvasutak területén.

## Üzletágai

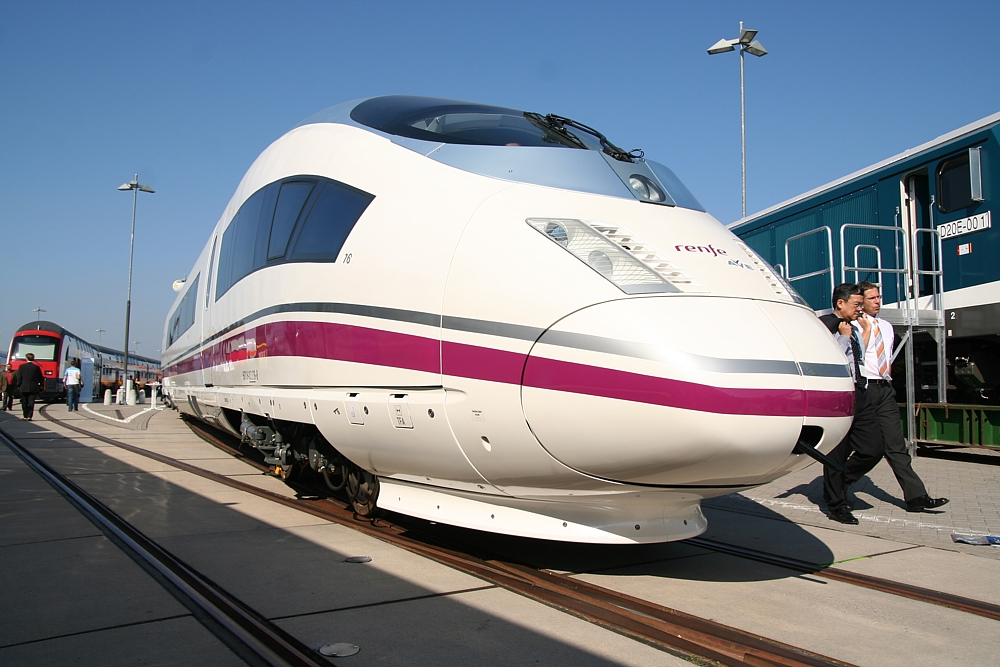
Spanyol Velaro

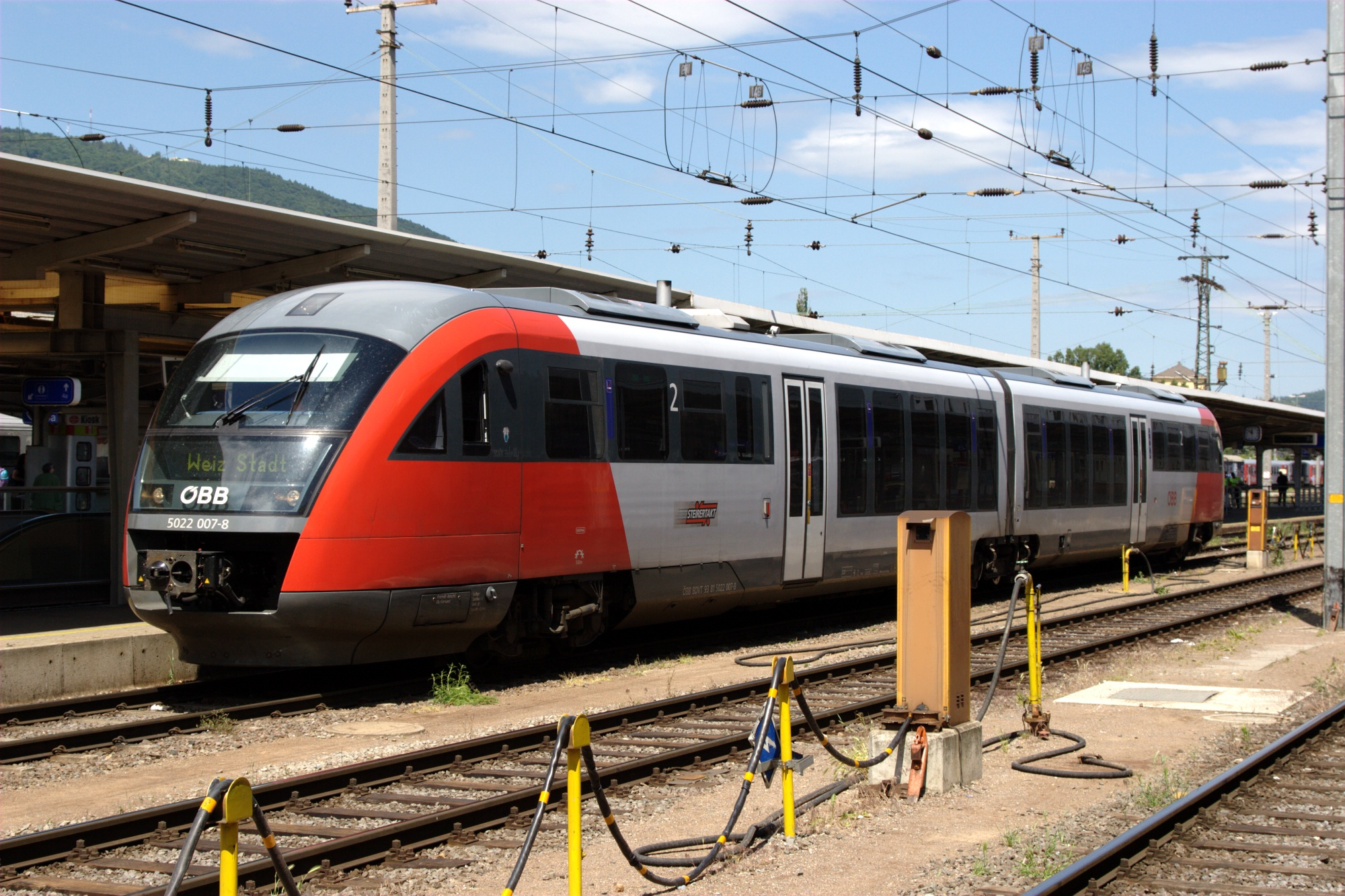
Az ÖBB 5022-es sorozatú Desiro Classic vonata

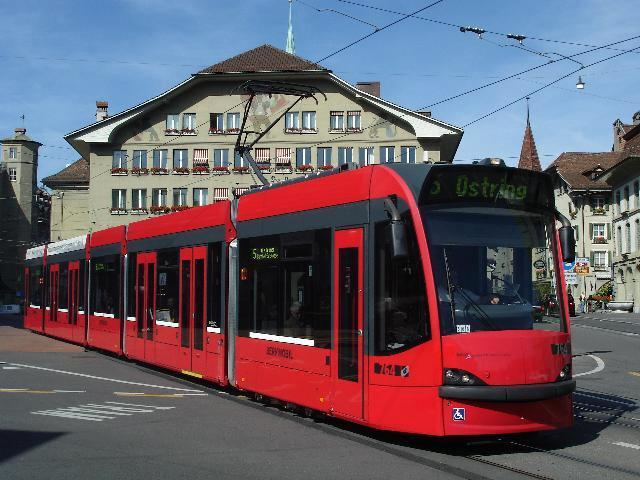
Combino Bernben

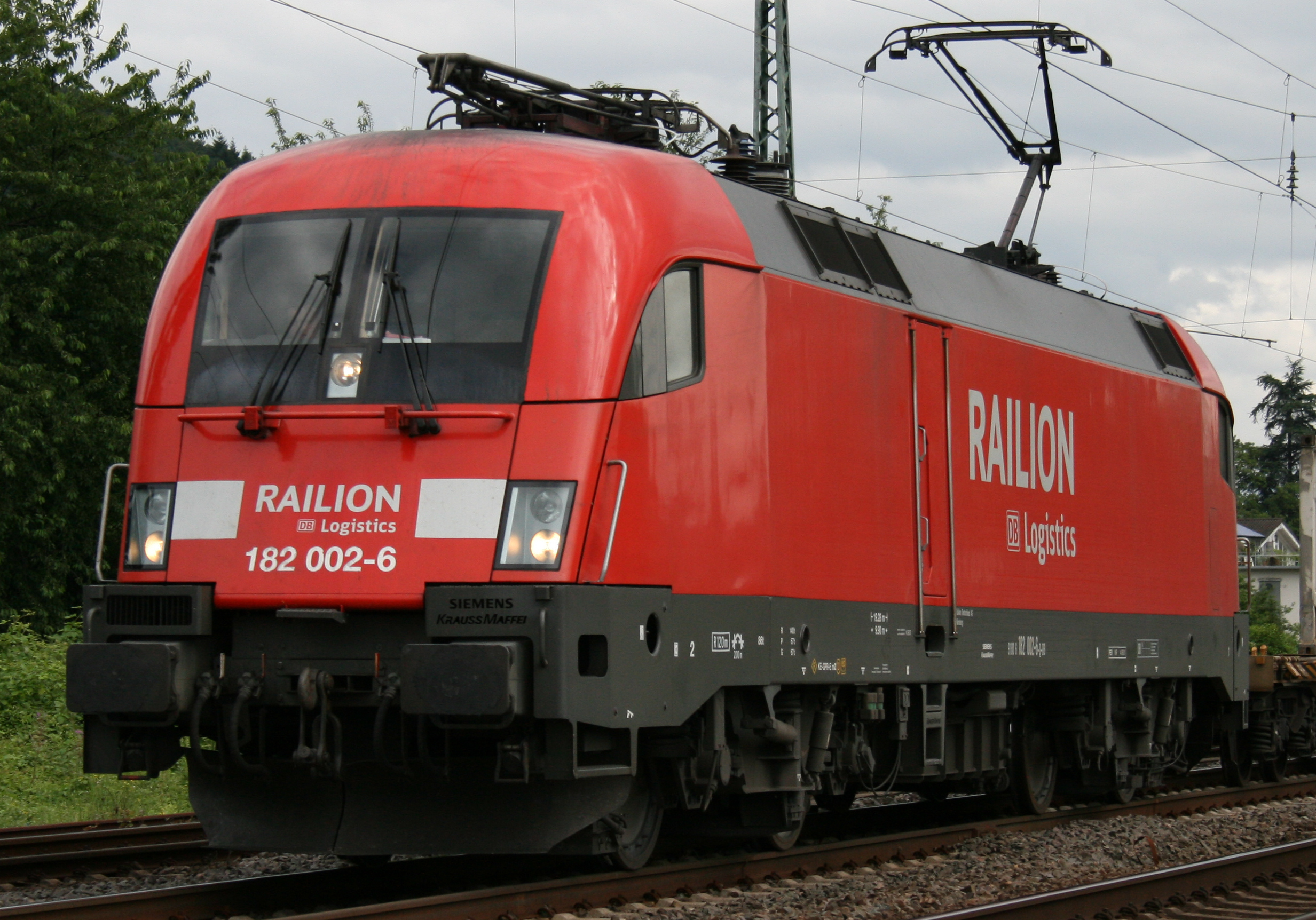
EuroSprinter ES 64 U2

A Siemens Mobility hivatalos üzletágai:
- vasúti járművek esetén: „Locomotives” (mozdonyok), „Trains” ((motor)vonatok) és „Mass Transit” (tömegközlekedés),
- vasúti infrastruktúra területén: „Electrification” (villamosítás) és „Rail Automation” (vasúti automatizálás),
- a szolgáltatásoknál: „Turn Key Systems” („zöld mezős”, vagy „kulcsra kész” rendszerek) és „Integrated Services” (integrált szolgáltatások.

Telephelyek: 
- Locomotives LM:
- Erlangen – tervezés
- München – mozdonygyár
- Trains TR:
- Erlangen – értékesítés, tervezés, rendszerellenőrzés
- Krefeld-Uerdingen – motorvonatok, mellékkocsik, tervezés, segédüzemi áramirányítók
- Nürnberg – motorok, transzformátorok, áramirányítók
- Kassel – tervezés
- Wegberg-Wildenrath – Wegberg-Wildenrath vasúti tesztközpont
- Bécs – személykocsik, motorvonatok
- Graz – személykocsik, forgóvázak
- Prága – motorvonatok, személykocsik, tervezés
- Mass Transit MT:
- Erlangen
- Nürnberg
- Bécs
- Krefeld-Uerdingen
- Rail Automation RA:
- Braunschweig
- Berlin
- Budapest

## Vasúti járművek
Az első villamos mozdonyt Ernst Werner von Siemens 1865-ben építette a berlini ipari kiállításra. 1881-ben készült el az első Siemens gyártású villamos Berlin-Lichterfelde-ben. Ilyen kezdetek után alakult ki fokozatosan önálló részlegként.

### Helyi közkekedés
A Mass Transit üzletág Stadtbahn-okat, villamosokat (pl: Combino, CitySprinter, Avanto, SkyTrain), metrókocsikat és S-Bahn-járműveket kínál.

### Mozdonyok
A Locomotives üzletág kínálja az EuroSprinter villamos- EuroRunner dízemozdony-típuscsaládokat Európa-szerte. Az utóbbi típus Ázsia részére kínált változata az Asiarunner.

### Motorvonatok
A Trains üzletág különféle motorvonatokat ajánl a helyközi és nagysebességű közlekedés számára.
A Siemens TS részt vett az DB ICE 1 és ICE 2 típusú motorvonatainak kifejlesztésében. Az ICE 3 típus pedig az első képviselője a később Velaro néven értékesített típuscsaládnak. 2007 óta kötik össze Barcelonát és Madridot a Krefeld-Uerdingenben készülő Velaro E motorvonatok. 2005 novemberében 60 db nagysebességű motorvonat szállításáról írtak alá szerződést Kínával, melyek a Velaro E-n alapulnak és a negyedik vonattól kezdve Kínában készülnek. 2008-tól készülnek a helyi követelmények szerint kialakított Velaro RUS motorvonatok Oroszország számára, melyek a Moszkva–Szentpétervár vonalon fognak közlekedni.
A másik nagyon fontos termékcsalád a Desiro-motorvonatok családja. Ennek három fő változata létezik:
Desiro (Classic), a kontinensen elterjedt Jacobs-forgóvázas alacsony padlós motorvonatok
Desiro UK, az Egyesült Királyság számára készített magas padlós, önálló kocsikból álló motorvonatok
Desiro Double Deck, kontinens számára kifejlesztett emeletes, önálló kocsikból álló villamos motorvonatok
Desiro ML (Mainline), a kontinens számára kifejlesztett alacsony padlós, önálló kocsikból álló motorvonatok
A Siemens ezen kívül a Bombardier Transportation partnereként részt vett / részt vesz a DB 424, 425 és 426 sorozatú, valamint az ezek tapasztalatai alapján az NS megrendelésére készülő villamos motorvonatok kifejlesztésében és gyártásában is.

## Vasúti infrastruktúra
Ezen a területen a Siemens TS vezető cégként széles választékot kínál

### Villamosítás
felsővezeték- és áramellátó berendezések, rendszerek és alkatrészek.

### Vasúti automatizálás
A Rail Automation üzletág központja Braunschweig, melynek története 1873-ig, az Eisenbahnsignal-Bauanstalt Max Jüdel & Co. társaságig vezethető vissza. Jelenleg a következő termékeket kínálják:
- vasúti jelzőberendezések, váltóvezérló rendszerek, vasúti átjárók, foglaltságjelzők, tengelyszámlálók
- biztosítóberendezések, blokkrendszerek, vonatbefolyásoló rendszerek
- menetrendtervező, üzemirányító és szimulációs rendszerek
- rendezőpályaudvarok üzemirányító és automatizáló rendszerei
- kommunikációs rendszerek, mint például vonali utastájékoztató rendszerek, videofelügyeleti rendszerek és mozdonyrádiók
- forgalomirányítók oktatási rendszerei

A hagyományos közlekedéstechnikán túl az alábbi termékeket fejleszti:
- ThyssenKrupp-pal konzorciumban: a Transrapid járművei és pályája
- vezető nélküli helyi járművek, például a Siemens TS Franciaország „Val” (Véhicule automatique léger) típusa, vagy a RUBIN-metróprojekt (Nürnberg)

## Szolgáltatások
A leggyakoribb szolgáltatások közéá tartoznak a karbantartási szerződések. A mozdony-bérbeadásért felelős Dispolok cégek 2006-ban eladták a Mitsui & Co., Ltd.-nek, majd összevonásra került Mitsui Rail Capital Europe (MRCE) néven. Továbbá a Siemens TS „kulcsrakész” projekteket, így új vasútvonalak tervezését és építését is vállalja, továbbá nagyobb vasúti projektek finanszírozásában is részt vesz. A közlekedéstechnika területén végez oktatást a „Rail Automation Academy” (korábbi nevén a „Schule für Verkehrstechnik”) Braunschweigben és Berlinben, továbbá a „Rolling Stock Academy” is.
A teljes termékpalettára vonatkozó alkatrész-utánpótlást tesz lehetővé a Rail Mall internetes piactér.